# 에볼리
에볼리(이탈리아어: Eboli)는 이탈리아 캄파니아주 살레르노도에 위치한 코무네다. 빌라노바 문화의 유적이 발견된 지역 중 하나이다.
농업 중심지로, 에볼리는 주로 올리브 기름과 낙농 생산품으로 알려져있으며, 그중에서도 가장 잘 알려져 있는 것은 지역에서 생산되는 버팔로 모차렐라다.